# Fehér zászpa
A fehér zászpa (Veratrum album) a liliomvirágúak rendjébe, a zászpafélék családjába tartozó, Magyarországon védett, mérgező reliktum faj. Gyógynövény.

## Leírása
50-150 centiméter magas, évelő növény. Húsos gyöktörzsű, nagy termetű, tövén megvastagodó hengeres szárán merev, ép szélű levelei szórt állásúak, széles-tojásdadok, hosszában erősen redőzöttek, fonákjukon pelyhes szőrűek, lándzsásak. Végálló fürtös bugavirágzata dús virágú, 30–60 cm hosszú, kocsánya rövidebb a murvánál, 6 leplű virágai csillag alakúak, 8–15 mm szélesek, fehérek, vagy sárgásak (nálunk többnyire fehérek), kívülről zöldesek, az alsók hímnősek, a felsők csak porzósak. Toktermése 10–15 mm hosszú, ritkás szőrű. Június-augusztusban virágzik. Mérgező.

## Előfordulása
Lápréteken, alpesi legelőkön, magaskórós társulásokban. Közép- és Dél-Európa hegyvidékein elterjedt, nálunk a Dunántúlon, a Duna-Tisza közén szórványos, többek közt a Gödöllői-dombság területén él.

## Felhasználása
Elmebaj elleni gyógyszerként használták az ókori görögök.  Láz- és idegfájdalom-csillapítására, tetűirtásra, tüsszentőpornak is használták. Erősen mérgező hatása miatt ma már – közvetlenül használva – csak az állatgyógyászatban van némi szerepe. Vérnyomáscsökkentő alkaloidjait a protoveratrint és a germerint a gyógyszeripar dolgozza fel.

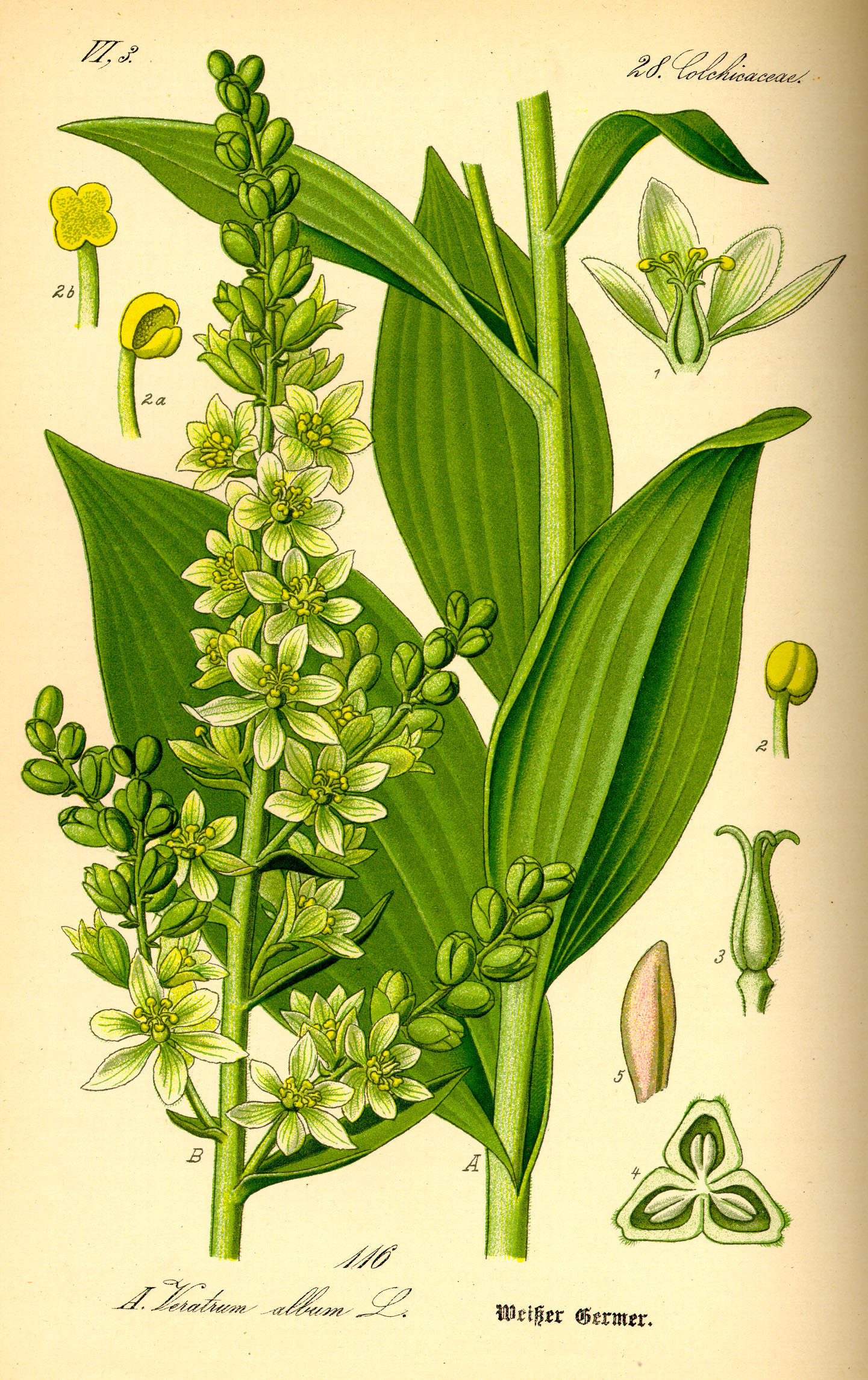
A fehér zászpa képe Otto Wilhelm Thomés Flora von Deutschland, Österreich und der Schweiz című könyvéből (Gera 1885)
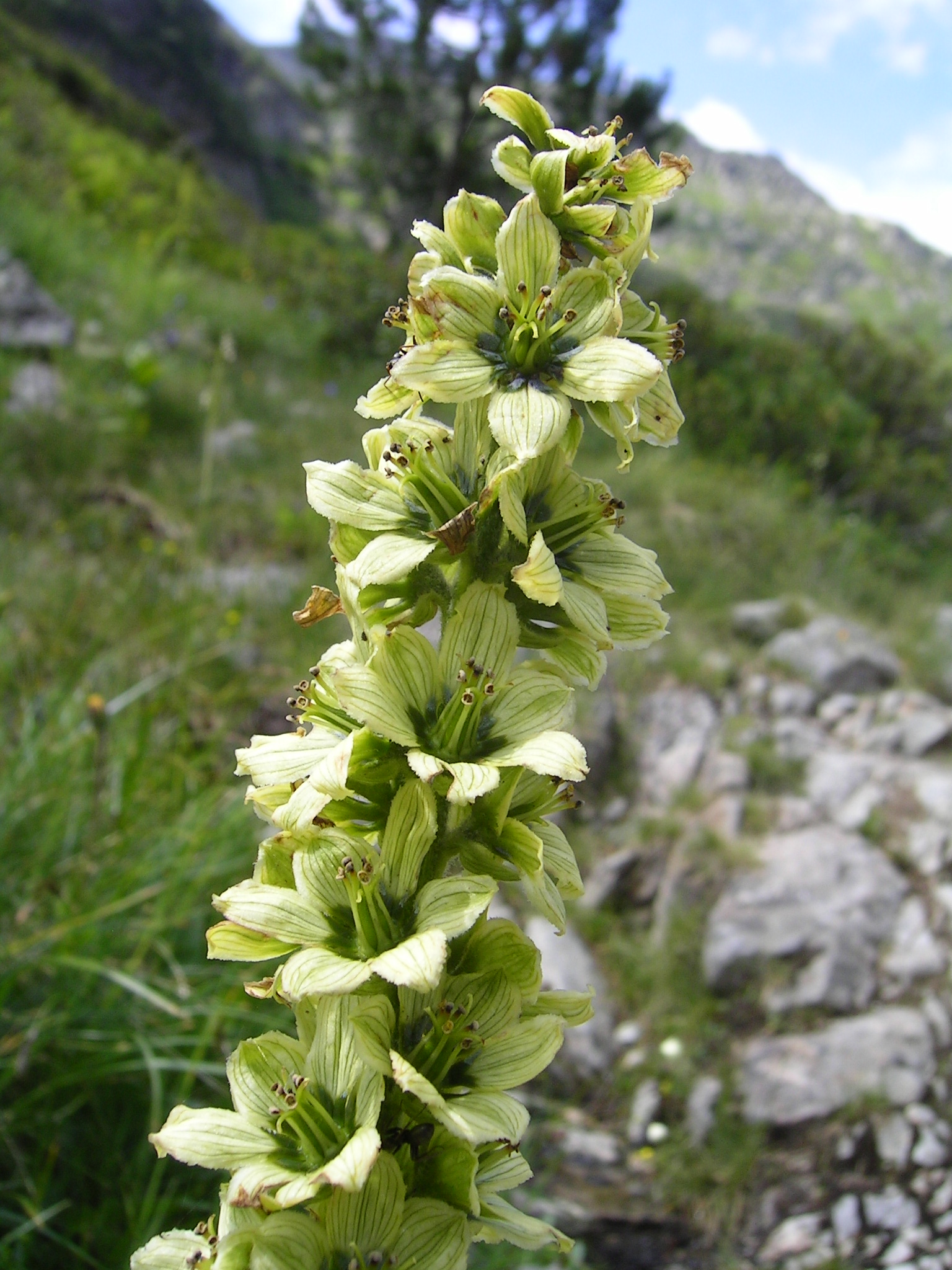
A fehér zászpa virágai